# Långsjön (Torsåkers socken, Gästrikland)
Långsjön är en sjö i Hofors kommun i Gästrikland och ingår i Gavleåns huvudavrinningsområde. Sjön är 6,2 meter djup, har en yta på 0,183 kvadratkilometer och befinner sig 184,1 meter över havet.

## Delavrinningsområde
Långsjön ingår i det delavrinningsområde (672014-152628) som SMHI kallar för Utloppet av Långsjön. Medelhöjden är 203 meter över havet och ytan är 3,4 kvadratkilometer. Det finns inga avrinningsområden uppströms utan avrinningsområdet är högsta punkten. Vattendraget som avvattnar avrinningsområdet har biflödesordning 3, vilket innebär att vattnet flödar genom totalt 3 vattendrag innan det når havet efter 86 kilometer. Avrinningsområdet består mestadels av skog (89 procent). Avrinningsområdet har 0,18 kvadratkilometer vattenytor vilket ger det en sjöprocent på 5,3 procent.